# Belvidere (Illinois)
Belvidere je grad u američkoj saveznoj državi Ilinois. Prema popisu stanovništva iz 2010. u njemu je živjelo 25.585 stanovnika.